# Liste der Kulturdenkmäler in Groß-Rohrheim
Die folgende Liste enthält die in der Denkmaltopographie ausgewiesenen Kulturdenkmäler auf dem Gebiet  der Gemeinde Groß-Rohrheim, Bergstraße, Hessen.
Hinweis: Die Reihenfolge der Denkmäler in dieser Liste orientiert sich zunächst an Ortsteilen und anschließend der Anschrift, alternativ ist sie auch nach der Bezeichnung, der vom Landesamt für Denkmalpflege vergebenen Nummer oder der Bauzeit sortierbar.
Kulturdenkmäler werden fortlaufend im Denkmalverzeichnis des Landes Hessen durch das Landesamt für Denkmalpflege Hessen auf Basis des Hessischen Denkmalschutzgesetzes (HDSchG) geführt. Die Schutzwürdigkeit eines Kulturdenkmals hängt nicht von der Eintragung in das Denkmalverzeichnis des Landes Hessen oder der Veröffentlichung in der Denkmaltopographie ab.

Die bisher bekannten Bau- und Kunstdenkmäler hat das Landesamt für Denkmalpflege Hessen in sogenannten Arbeitslisten erfasst. Den Arbeitslisten liegen Erkenntnisse aus Akten, Ortsbegehungen und Denkmalinventaren, jedoch keine neuere systematische Forschung, zugrunde. Die Benehmensherstellung mit der Gemeinde gemäß § 11 Abs. 1 HDSchG ist noch nicht erfolgt.
Das Vorhandensein oder Fehlen eines Objekts in dieser Liste ist keine rechtsverbindliche Auskunft darüber, ob es Kulturdenkmal ist oder nicht: Diese Liste entspricht möglicherweise nicht dem aktuellen Stand der offiziellen Denkmaltopographie. Diese ist für Hessen in den entsprechenden Bänden der Denkmaltopographie Bundesrepublik Deutschland und im Internet unter DenkXweb – Kulturdenkmäler in Hessen einsehbar. Auch diese Quellen sind, obwohl sie durch das Landesamt für Denkmalpflege Hessen aktualisiert werden, nicht immer aktuell, da es im Denkmalbestand immer wieder Änderungen gibt.
Eine verbindliche Auskunft erteilt allein das Landesamt für Denkmalpflege Hessen.
Nutze diese Kartenansicht, um Koordinaten in der Liste zu setzen. In dieser Kartenansicht sind Kulturdenkmale ohne Koordinaten mit einem roten bzw. orangen Marker dargestellt und können in der Karte gesetzt werden. Kulturdenkmale ohne Bild sind mit einem blauen bzw. roten Marker gekennzeichnet, Kulturdenkmale mit Bild mit einem grünen bzw. orangen Marker.

## Kulturdenkmäler der Gemeinde Groß-Rohrheim
| Bild                   | Bezeichnung                                        | Lage                                                                              | Beschreibung | Bauzeit | Objekt-Nr. |
| ---------------------- | -------------------------------------------------- | --------------------------------------------------------------------------------- | ------------ | ------- | ---------- |
| Bild gesucht BW        | Gesamtanlage Alter Ortskern                        | Lage                                                                              |              |         | 136152 DDB |
| Kröncke-Denkmal        | Kröncke-Denkmal                                    | Am Klein-Rohrheimer Weg LageFlur: 13, Flurstück: 209                              |              | 1836    | 136120 DDB |
| weitere Bilder         | Bahnhof                                            | Bahnhofstraße 27 LageFlur: 14, Flurstück: 179/36                                  |              |         | 136115 DDB |
|                        |                                                    | Beinstraße 4 LageFlur: 1, Flurstück: 38                                           |              |         | 136091 DDB |
|                        |                                                    | Beinstraße 16 LageFlur: 1, Flurstück: 16                                          |              |         | 136092 DDB |
| Lindenhofschule        | Lindenhofschule                                    | Beinstraße 22 LageFlur: 2, Flurstück: 145                                         |              |         | 136178 DDB |
|                        |                                                    | Burggrabenstraße 1 LageFlur: 1, Flurstück: 177                                    |              |         | 136093 DDB |
|                        |                                                    | Burggrabenstraße 20 LageFlur: 1, Flurstück: 94/1                                  |              |         | 136094 DDB |
|                        |                                                    | Falltorhausstraße 3 LageFlur: 1, Flurstück: 123                                   |              |         | 136095 DDB |
| weitere Bilder         | Revierförsterei, ehemaliges Jagdschloss Jägersburg | Forsthaus Jägersburg 1 LageFlur: 21, Flurstück: 248, 249                          |              | 1713    | 136118 DDB |
|                        |                                                    | Hintergasse 6 LageFlur: 1, Flurstück: 59                                          |              |         | 136096 DDB |
|                        |                                                    | Hintergasse 17 LageFlur: 11, Flurstück: 27/6                                      |              |         | 136097 DDB |
|                        |                                                    | Hintergasse 21 LageFlur: 11, Flurstück: 25                                        |              |         | 136098 DDB |
|                        |                                                    | Hintergasse 23 LageFlur: 11, Flurstück: 24                                        |              |         | 136099 DDB |
| Friedhofsmauer         | Friedhofsmauer                                     | Kirchbeune LageFlur: 11, Flurstück: 1                                             |              |         | 136090 DDB |
| Kriegerdenkmal         | Kriegerdenkmal                                     | Kirchstraße LageFlur: 1, Flurstück: 45                                            |              |         | 136211 DDB |
| weitere Bilder         | Alte Schule                                        | Kirchstraße 1 LageFlur: 1, Flurstück: 44                                          |              |         | 136114 DDB |
|                        |                                                    | Kirchstraße 3 LageFlur: 1, Flurstück: 43/1                                        |              |         | 136100 DDB |
|                        |                                                    | Kirchstraße 5 LageFlur: 11, Flurstück: 13                                         |              |         | 136117 DDB |
| weitere Bilder         | Evangelische Pfarrkirche                           | Kirchstraße 6 LageFlur: 11, Flurstück: 2                                          |              | 1688    | 136089 DDB |
|                        |                                                    | Kornstraße 1 LageFlur: 1, Flurstück: 40/1                                         |              |         | 136101 DDB |
| Altes Pfarrhaus        | Altes Pfarrhaus                                    | Kornstraße 7 LageFlur: 1, Flurstück: 36                                           |              |         | 136102 DDB |
|                        |                                                    | Kornstraße 16 LageFlur: 1, Flurstück: 182                                         |              |         | 136103 DDB |
|                        |                                                    | Kornstraße 19 LageFlur: 1, Flurstück: 30                                          |              |         | 136104 DDB |
|                        |                                                    | Kornstraße 20 LageFlur: 1, Flurstück: 185                                         |              |         | 136212 DDB |
|                        |                                                    | Kornstraße 29 LageFlur: 2, Flurstück: 90/1                                        |              |         | 136105 DDB |
| weitere Bilder         | Landdammschleuse                                   | Neben dem Landdeich LageFlur: 10, Flurstück: 150/14                               |              |         | 136119 DDB |
|                        |                                                    | Rheinstraße 5 LageFlur: 1, Flurstück: 70                                          |              |         | 136106 DDB |
|                        |                                                    | Rheinstraße 17 LageFlur: 1, Flurstück: 86/1                                       |              |         | 784098 DDB |
|                        |                                                    | Rheinstraße 20 LageFlur: 1, Flurstück: 60                                         |              |         | 136107 DDB |
|                        |                                                    | Rheinstraße 23 LageFlur: 1, Flurstück: 92                                         |              |         | 136108 DDB |
|                        |                                                    | Rheinstraße 35 LageFlur: 1, Flurstück: 102/1                                      |              |         | 136109 DDB |
|                        |                                                    | Rheinstraße 37 LageFlur: 1, Flurstück: 103                                        |              |         | 136110 DDB |
|                        |                                                    | Rheinstraße 47 LageFlur: 1, Flurstück: 109                                        |              |         | 136116 DDB |
| Bild gesucht BW        |                                                    | Rheinstraße 88 LageFlur: 11, Flurstück: 82                                        |              |         | 136111 DDB |
| Brücke und Rottenstein | Brücke und Rottenstein                             | Rheinstraße (B44), Am Klein-Rohrheimer Weg LageFlur: 12, Flurstück: 121/10, 121/2 |              |         | 136121 DDB |
| Schellhäuschen         | Schellhäuschen                                     | Sandwörth LageFlur: 29, Flurstück: 4                                              |              |         | 136210 DDB |
| weitere Bilder         | Rhein-Kilometerstein                               | Sandwörth LageFlur: 30, Flurstück: 1/1                                            |              |         | 136122 DDB |
|                        |                                                    | Speyerstraße 5 LageFlur: 1, Flurstück: 27                                         |              |         | 136113 DDB |
|                        |                                                    | Speyerstraße 17 LageFlur: 1, Flurstück: 20                                        |              |         | 136151 DDB |
|                        |                                                    | Speyerstraße 26 LageFlur: 2, Flurstück: 132/1                                     |              |         | 136112 DDB |